# Evil Stalks This House
Evil Stalks This House es una película canadiense-estadounidense de suspenso y terror de 1981, dirigida por Gordon Hessler, escrita por Louis M. Heyward y los protagonistas son Jack Palance, Cindy Hinds, Helen Hughes y Christopher Lee, entre otros. El filme fue realizado por Barry & Enright Productions, Gaylord Productions y Global, se estrenó el 12 de julio de 1981.

## Sinopsis
Un hombre y sus dos hijos se encuentran varados por un fuerte temporal, lo que los lleva a resguardarse en una finca alejada, la cual pertenece a unas enigmáticas y acaudaladas viudas.